# Artilleria naval
L'artilleria naval és tota aquella artilleria utilitzada en un vaixell de guerra. Per artilleria s'entén en aquest cas tota boca de foc útil fixada al vaixell o d'ús no portàtil.

## Història

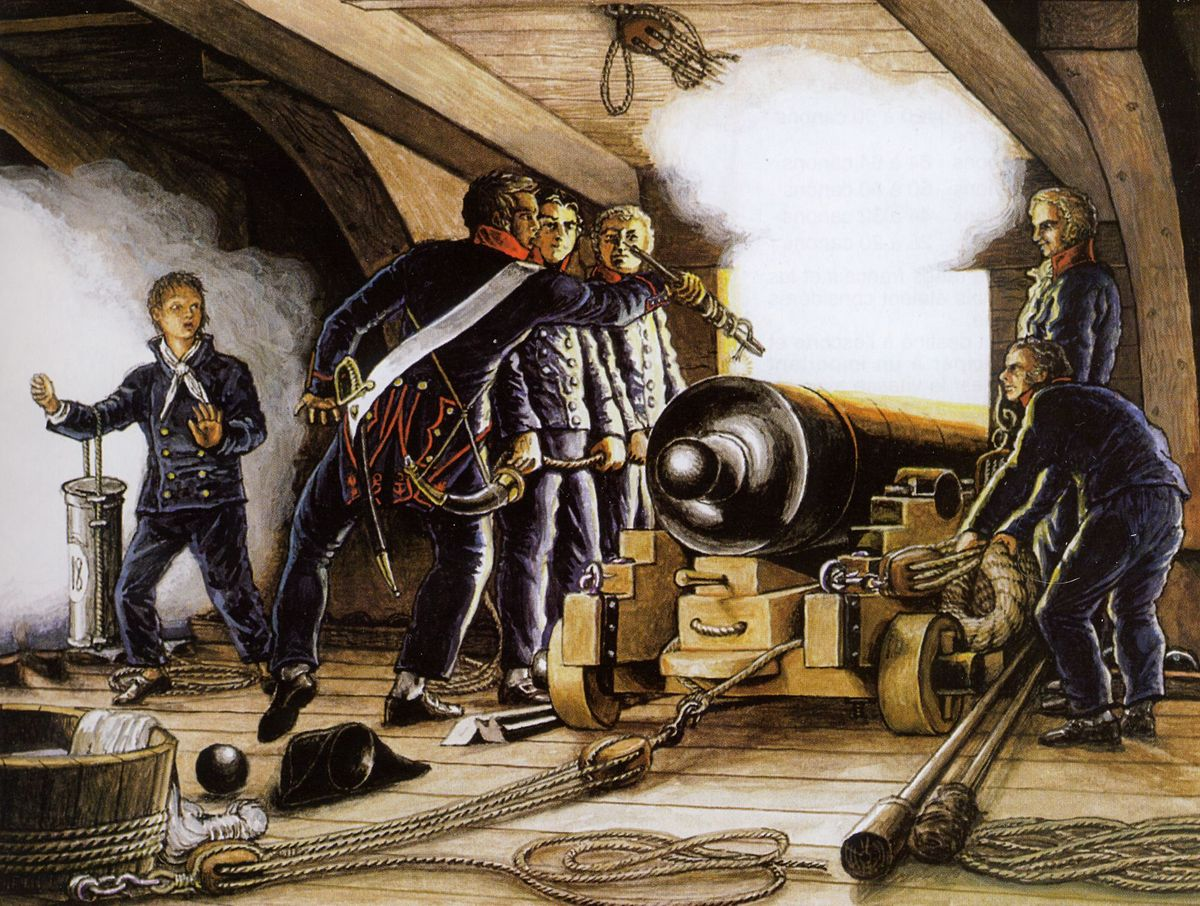
Un canó de 18 lliures dispara.

Des que els xinesos van inventar la pólvora al segle xi, l'Home va començar a crear i perfeccionar tot mena de ginys per a millorar el potencial d'aquesta, fins a la invenció del canó.
La primera notícia sobre l'ús de l'artilleria als vaixells data de 1359, en afrontament entre naus catalanes i castellanes al port de Barcelona per part d'una galera de Pere el cerimoniós que es trobava sobre la platja de Barcelona i "...desparà una bombarda e ferí en lo castell de la nau de castella...", però el canó emprat en una batalla nàutica pròpiament dita va ser l'any 1372 en què l'Esquadra de l'almirall Ambrosio Boccanegra va derrotar l'Esquadra anglesa comandada per lord Pembroke.
A mig segle xv es va fondre el primer canó en un sol bloc. Aquest es carregava per la boca, la qual cosa donava començ a l'artilleria d'avantcàrrega que va perdurar fins a mitjan segle xix.
A partir del segle xvi el seu ús es massificà en les armades europees i turques. Així l'artilleria, per la seva major eficàcia, va anar reemplaçant les armes de foc portàtils.
Al segle xvii les potències marítimes com ara Anglaterra, Espanya, França i Països Baixos van reglamentar la construcció de peces d'artilleria sobre la base del pes de la bala que disparaven: el canó de bateria de 40 lliures, el mig canó de 23 lliures, el quart de canó de 10 lliures i el canó de campanya de 5 lliures.

Esquema d'un vaixell de línia:
1) Panyol de municions.
2) Santabàrbara.
3) Avantpanyol. Sala on es carregaven de pólvora els cartutxos.
4) Tapabala. Pseudo via d'aigua reparada (tapada) amb taules de fusta i planxes de plom.
5) Tir doble. Necessari per trencar el casc del vaixell enemic.
6) Canó amb encavallament i aparell.
7) Zona d'abordatge

L'artilleria naval va revolucionar la tàctica naval de l'abordatge passant a combatre a distància. Per la posició dels canons, en els costats de les naus es van canviar les formacions frontals per les de línies de columna. També van desaparèixer els enormes castells de proa i popa i es van cercar naus de major eslora per a portar més canons. Alguns vaixells del segle xviii superaven 100 canons, 50 per banda.
Els monyons del canó es recolzaven en un encavallament de fusta muntat sobre un carro, també de fusta, que tenia 4 rodes massisses. L'elevació s'ajustava mitjançant falques de fusta que aixecaven la culata. Quan el canó era carregat, en bateria, el carro tocava el costat i el brocal del canó sobresortia del costat per unes obertures anomenades portes. En efectuar el tret aquest reculava però era mantingut per un cable gruixut anomenat braga, el canó es tornava a carregar per la boca i després mitjançant un aparell de cordes es col·locava novament en bateria.